# قرار مجلس الأمن التابع للأمم المتحدة رقم 1192
قرار مجلس الأمن التابع للأمم المتحدة رقم 1192، الذي اتخذ بالإجماع في 27 أغسطس 1998، وبعد أن أشار إلى القرارات 731 (1992) و748 (1992) و883 (1993)، رحب المجلس بمبادرة لمحاكمة اثنين من المشتبه فيهما الليبيين المتهمين بتفجير طائرة بان أم الرحلة 103 أمام محكمة اسكتلندية في هولندا.
أحاط مجلس الأمن علما بتقرير الخبراء المستقلين والرسائل المقدمة من منظمة الوحدة الأفريقية، وجامعة الدول العربية، وحركة عدم الانحياز، ومنظمة المؤتمر الإسلامي، وطالب ليبيا، بموجب الفصل السابع من ميثاق الأمم المتحدة، بأن تمتثل لقرارات مجلس الأمن السابقة. ورحب بالمبادرة التي اقترحتها المملكة المتحدة والولايات المتحدة واستعداد حكومة هولندا للتعاون مع المبادرة الرامية إلى محاكمة المشتبه فيهم الليبيين–عبد الباسط المقرحي، والأمين خليفة فحيمة–أمام محكمة اسكتلندية في البلد. وفي هذا الصدد، طُلب إلى كل من المملكة المتحدة وهولندا تحديد الترتيبات. وقالت ليبيا في البداية إنها «غير ملزمة» بالخطة.
وطُلب إلى الحكومة الليبية أن تكفل مثول المشتبه فيهم والأدلة والشهود أمام المحكمة، بينما دعي الأمين العام كوفي أنان إلى ترشيح مراقبين دوليين للمحاكمة. وقرر المجلس أن بإمكان هولندا احتجاز المشتبه فيهما لغرض المحاكمة.
وأخيرا، اختتم القرار 1192 بإعادة تأكيد القرارين السابقين 748 و883 اللذين فرضا عقوبات دولية على ليبيا، وذكر أن الأحكام لا تزال سارية، وأن جميع الدول ستتعاون في تنفيذها. وتقرر كذلك تعليق التدابير إذا أبلغ الأمين العام عن وصول الليبيين إلى المحاكمة أو المثول أمام محكمة في المملكة المتحدة أو الولايات المتحدة، وما إذا كانت ليبيا قد استجابت للسلطات القضائية الفرنسية فيما يتعلق بتفجير طائرة يو تي إيه الرحلة 772 فوق النيجر في عام 1989. وحذر المجلس من فرض تدابير إضافية إذا لم يتم الوفاء بأحكام القرار الحالي.

## وصلات خارجية
- نص القرار على undocs.org